# Mistrzostwa Europy w Kajakarstwie 2009
Mistrzostwa Europy w Kajakarstwie 2009 odbyły się w dniach 25 czerwca-28 czerwca 2009 roku w Brandenburgu (Niemcy).

## Tabela medalowa
| Miejsce | Państwo         | Złoto | Srebro | Brąz | Razem |
| ------- | --------------- | ----- | ------ | ---- | ----- |
| 1       | Niemcy          | 6     | 9      | 5    | 20    |
| 2       | Węgry           | 6     | 9      | 2    | 17    |
| 3       | Białoruś        | 4     | 1      | 1    | 6     |
| 4       | Rosja           | 2     | 3      | 5    | 10    |
| 5       | Szwecja         | 2     | 1      | 0    | 3     |
| 6       | Litwa           | 1     | 1      | 1    | 3     |
| 7       | Hiszpania       | 1     | 0      | 2    | 3     |
| 7       | Dania           | 1     | 0      | 2    | 3     |
| 9       | Azerbejdżan     | 1     | 0      | 1    | 2     |
| 9       | Ukraina         | 1     | 0      | 1    | 2     |
| 11      | Norwegia        | 1     | 0      | 0    | 1     |
| 11      | Portugalia      | 1     | 0      | 0    | 1     |
| 13      | Słowacja        | 0     | 2      | 1    | 3     |
| 14      | Polska          | 0     | 1      | 1    | 2     |
| 15      | Wielka Brytania | 0     | 0      | 2    | 2     |
| 15      | Czechy          | 0     | 0      | 2    | 2     |
| 17      | Słowenia        | 0     | 0      | 1    | 1     |
| Razem   | Razem           | 27    | 27     | 27   | 81    |

## Medaliści

### Mężczyźni

#### Kanadyjki
| Konkurencja            | Złoto                                                                              | Czas     | Srebro                                                               | Czas     | Brąz                                                                                         | Czas     |
| C-1 200 m              | Walentin Demianienko                                                               | 39,90    | Iwan Sztyl                                                           | 40,01    | Jevgenijus Šuklinas                                                                          | 40,33    |
| C-1 500 m              | Dzianis Haraża                                                                     | 1:50,298 | Jevgenijus Šuklinas                                                  | 1:50,466 | Sebastian Brendel                                                                            | 1:50,611 |
| C-1 1000 m             | Attila Vajda                                                                       | 3:51,934 | Sebastian Brendel                                                    | 3:52,854 | José Luis Bouza                                                                              | 3:55,007 |
| C-1 4 × 200 m sztafeta | Rosja · Iwan Sztyl · Wiktor Mielantiew · Nikołaj Lipkin · Jewgienij Ignatow        | 2:48,13  | Niemcy · Robert Nuck · Stefan Holtz · Chris Wned · Sebastian Brendel | 2:51,09  | Węgry · Attila Vajda · Attila Bozsik · Gábor Horváth · László Foltán                         | 2:51,25  |
| C-2 200 m              | Litwa · Raimundas Labuckas · Tomas Gadeikis                                        | 36,50    | Rosja · Jewgienij Ignatow · Iwan Sztyl                               | 36,99    | Niemcy · Robert Nuck · Stefan Holtz                                                          | 37,43    |
| C-2 500 m              | Niemcy · Robert Nuck · Stefan Holtz                                                | 1:40,365 | Polska · Paweł Skowroński · Roman Rynkiewicz                         | 1:41,684 | Azerbejdżan · Maksym Prokopienko · Siergiej Bezguły                                          | 1:41,876 |
| C-2 1000 m             | Węgry · Mátyás Sáfrán · Mihály Sáfrán                                              | 3:34,942 | Niemcy · Erik Leue · Tomasz Wylenzek                                 | 3:36,470 | Rosja · Wiktor Mielantiew · Nikołaj Lipkin                                                   | 3:36,900 |
| C-4 200 m              | Rosja · Siergiej Ulegin · Aleksandr Kostogłod · Wiktor Mielantiew · Nikołaj Lipkin | 33,47    | Węgry · Péter Balázs · Gábor Horváth · Attila Bozsik · Pál Sarudi    | 33,75    | Białoruś · Dimitrij Rabczanka · Dzimitr Wajczikin · Andrej Bohdanowicz · Alaksandr Wauczeski | 33,79    |
| C-4 1000 m             | Niemcy · Chris Wend · Thomas Luck · Roland Verch · Erik Rebstock                   | 3:20,283 | Węgry · Marton Toth · Viktor Volein · Pál Sarudi · Robert Mike       | 3:21,356 | Rosja · Roman Kruglakow · Iwan Kuzniecow · Ilja Sztokałow · Oleg Szelegow                    | 3:22,690 |

#### Kajaki
| Konkurencja            | Złoto                                                                                   | Czas     | Srebro                                                                              | Czas     | Brąz                                                                      | Czas     |
| K-1 200 m              | Ołeh Chartonow                                                                          | 35,29    | Jonas Ems                                                                           | 35,51    | Filip Šváb                                                                | 35,53    |
| K-1 500 m              | Anders Gustafsson                                                                       | 1:35,894 | Ronald Rauhe                                                                        | 1:36,253 | Anton Riachow                                                             | 1:36,868 |
| K-1 1000 m             | Max Hoff                                                                                | 3:29,101 | Andreas Gustafsson                                                                  | 3:30,419 | René Holten Poulsen                                                       | 3:31,820 |
| K-1 4 × 200 m sztafeta | Dania · Kasper Bleibach · Esben Oestergaard · Lasse Nielsen · Casper Nielsen            | 2:29,84  | Niemcy · Jonas Ems · Torsten Lubisch · Norman Bröckl · Ronald Rauhe                 | 2:30,62  | Hiszpania · Francisco Llera · Borja Prieto · Pablo Andres · Ekaitz Saies  | 2:31,29  |
| K-2 200 m              | Hiszpania · Saúl Craviotto · Carlos Pérez                                               | 32,25    | Białoruś · Raman Piatruszenka · Wadzim Machnieu                                     | 32,37    | Ukraina · Mykoła Kremer · Serhij Serwula                                  | 32,66    |
| K-2 500 m              | Białoruś · Raman Piatruszenka · Wadzim Machnieu                                         | 1:27,425 | Węgry · Zoltán Kammerer · Gábor Kucsera                                             | 1:27,918 | Niemcy · Marcus Gros · Hendrik Bertz                                      | 1:28,006 |
| K-2 1000 m             | Norwegia · Eirik Verås Larsen · Jacob Norenberg                                         | 3:12,864 | Węgry · Gábor Gonczy · Roland Kokeny                                                | 3:13,119 | Niemcy · Sebastian Lindner · Norman Zahm                                  | 3:14,242 |
| K-4 200 m              | Białoruś · Raman Piatruszenka · Taras Wałko · Dziamin Turczyn · Wadzim Machnieu         | 30,27    | Rosja · Stiepan Szewczuk · Aleksandr Djaczenko · Siergiej Chowański · Roman Zarubin | 30,29    | Węgry · Rudolf Dombi · Gergely Gyertyános · Viktor Kadler · Gergely Boros | 30,71    |
| K-4 1000 m             | Białoruś · Raman Piatruszenka · Alaksiej Abałmasau · Artur Litwinczuk · Wadzim Machnieu | 2:54,589 | Słowacja · Richard Riszdorfer · Michal Riszdorfer · Erik Vlček · Juraj Tarr         | 2:56,323 | Czechy · Ondřej Horský · Jan Souček · Jan Andrlík · Jan Štěrba            | 2:56,760 |

### Kobiety

#### Kajaki
| Konkurencja            | Złoto                                                                                | Czas     | Srebro                                                                            | Czas     | Brąz                                                                                            | Czas     |
| K-1 200 m              | Teresa Portela                                                                       | 41,010   | Tímea Paksy                                                                       | 41,090   | Špela Ponomarenko                                                                               | 41,090   |
| K-1 500 m              | Katalin Kovács                                                                       | 1:49,644 | Katrin Wagner-Augustin                                                            | 1:49,862 | Rachel Cawthorn                                                                                 | 1:51,693 |
| K-1 1000 m             | Katalin Kovács                                                                       | 3:56,310 | Franziska Weber                                                                   | 3:57,458 | Henriette Engel                                                                                 | 3:58,169 |
| K-1 4 × 200 m sztafeta | Niemcy · Nicole Reinhardt · Fanny Fischer · Katrin Wagner-Augustin · Conny Waßmuth   | 2:54,35  | Węgry · Zomilla Hegyi · Danuta Kozák · Tímea Paksy · Natasa Janics                | 2:54,65  | Rosja · Aleksandra Tomnikowa · Swietłana Kudinowa · Julia Kaczałowa · Natalia Borysowa          | 2:58,06  |
| K-2 200 m              | Niemcy · Fanny Fischer · Nicole Reinhardt                                            | 37,010   | Węgry · Katalin Kovács · Natasa Janics                                            | 37,130   | Słowacja · Ivana Kmeťová · Martina Kohlová                                                      | 37,560   |
| K-2 500 m              | Węgry · Gabriella Szabó · Danuta Kozák                                               | 1:39,914 | Słowacja · Ivana Kmeťová · Martina Kohlová                                        | 1:41,091 | Niemcy · Fanny Fischer · Franziska Weber                                                        | 1:41,504 |
| K-2 1000 m             | Szwecja · Josefin Nordlow · Sofia Paldanius                                          | 3:35,848 | Węgry · Gabriella Szabó · Tamara Csipes                                           | 3:36,533 | Rosja · Anastazja Siergiejewa · Julia Sałachowa                                                 | 3:37,111 |
| K-4 200 m              | Węgry · Katalin Kovács · Tímea Paksy · Natasa Janics · Krisztina Fazekas             | 35,00    | Niemcy · Carolin Leonhardt · Conny Waßmuth · Katrin Wagner-Augustin · Tina Dietze | 35,06    | Wielka Brytania · Jessica Walker · Rachel Cawthorn · Hayleigh Mason · Loisa Sawers              | 35,88    |
| K-4 500 m              | Niemcy · Carolin Leonhardt · Nicole Reinhardt · Katrin Wagner-Augustin · Tina Dietze | 1:31,236 | Węgry · Tamara Csipes · Erika Medveczky · Natasa Janics · Dalma Benedek           | 1:33,116 | Polska · Marta Walczykiewicz · Ewelina Wojnarowska · Małgorzata Chojnacka · Magdalena Krukowska | 1:33,444 |